# Henry Milne Scott
Pour les articles homonymes, voir Famille Scott (Fidji), Scott et Henry Scott.
Sir Henry Milne Scott, né à Levuka le 10 avril 1876 et mort à Suva le 20 mai 1956,, est un joueur de cricket puis avocat et homme politique fidjien.

## Biographie
Il est le fils de William Scott, colon installé aux Fidji pré-coloniales comme planteur de cotton, devenu avocat en 1874. Henry Scott naît en 1876, peu après la cession de l'archipel à l'Empire britannique par les grands chefs fidjiens. Bon joueur de cricket dans sa jeunesse, il est membre de l'équipe des Fidji de cricket (en) en 1894 et 1895. Appelé au barreau en 1899 à l'issue de ses études de droit, un an après la mort de son père, il est fait Conseil du roi (King's Counsel) en 1912 et devient riche de cette profession où il excelle,.
En 1908, il est élu au Conseil législatif de la colonie, représentant la ville de Suva. Il y est continuellement réélu jusqu'à sa retraite politique en 1937, représentant la circonscription Sud à partir de 1929. De 1916 à 1922 il est conjointement maire de Suva, et il est également un temps membre du Conseil exécutif des Fidji,. En tant que maire de Suva, il fait introduire dans la ville en 1920 le premier réseau électrique de l'histoire des Fidji, grâce à un ingénieur néo-zélandais et à un prêt de la Banque de Nouvelle-Zélande.
Fait chevalier en 1928, il est décrit par le magazine Pacific Islands Monthly comme l'un des quatre membres les plus influents du Conseil législatif durant la première moitié du XXe siècle - avec John Maynard Hedstrom, Henry Marks et Robert Crompton (en),.
Après sa retraite politique, il se consacre à l'administration de l'hôpital pour lépreux sur l'île de Makogai. Malade à partir du début de l'année 1956, il se rend à Sydney en avril pour y être soigné puis, en phase terminale, retourne aux Fidji début mai pour y passer ses derniers jours. Il y meurt à l'âge de 80 ans. La rue Scott à Suva est nommée en son honneur. Son fils Maurice Scott, membre du Conseil législatif depuis 1947, devient président du Conseil deux ans plus tard.